# Peremeloszlás
A valószínűségszámításban és statisztikában a peremeloszlások több valószínűségi változó közös eloszlásának, illetve valószínűségi vektorváltozók eloszlásának jellemzői. Jellemzőjük, hogy csak néhány valószínűségi változót, illetve koordinátáját veszi tekintetbe. Például, ha {\displaystyle X} és {\displaystyle Y} közös eloszlásáról van szó, {\displaystyle X} és {\displaystyle Y} eloszlása ennek peremeloszlásai.
Megkülönböztetik diszkrét és folytonos valószínűségi változók peremeloszlásait:
- Diszkrét peremeloszlások
- Folytonos peremeloszlások

Peremeloszlásokat lehet abszolút illetve relatív gyakoriságokra is képezni. A peremeloszlás gyakoriságai a peremgyakoriságok. Kategorikus változók esetén a kontingenciatábla pereméről olvashatók le.

## Példa
A diszkrét jellemzők peremeloszlása kontingenciatáblával mutatható be. A tábla szélén sorok, oszlopok összegeként olvashatók le a peremeloszlások.
Példaként bemutatunk egy abszolút gyakoriságokat tartalmazó kontingenciatáblát. Relatív gyakoriságokat is lehetne használni.
|                   | Fiú | Lány | Peremgyakoriságok |
| 10. osztály       | 10  | 10   | 20                |
| 11. osztály       | 4   | 16   | 20                |
| Peremgyakoriságok | 14  | 26   | 40                |
| ----------------- | --- | ---- | ----------------- |
A 10. osztályban a peremgyakoriságok a tanulók nemének elhanyagolásával 20. Ugyanez az eredmény a 11. osztályban, így mivel nincs több vizsgált osztály, a peremeloszlás egyenletes. Az osztályok különböző jellemzőként megmaradnak.
Vannak azonban folytonos jellemzők, melyeket nem lehet kontingenciatáblába rendezni. Ilyennek tekinthető például a testmagasság. Itt minden határ önkényes, és különféle határok meghúzása más-más eredményt adhat. A kategóriákat úgy alakítják, hogy diszjunktak legyenek. Ha a kategóriák szűkek, akkor lehet, hogy túl kevesen esnek egy kategóriába, illetve a kontingenciatábla túl nagy, áttekinthetetlen lesz. Nem javasolják a természetszerűleg folytonos valószínűségi változók diszkretizálását.

## Definíció
Adva legyen egy {\displaystyle Z=(X_{1},\dotsc ,X_{n})} valószínűségi vektorváltozó, és eloszlása {\displaystyle P_{Z}} mint valószínűségi mérték. Ekkor a
{\displaystyle P_{X_{i}}(A):=P_{Z}(\Omega _{1}\times \dotsb \times \Omega _{i-1}\times A\times \Omega _{i+1}\times \dotsb \times \Omega _{n})}
eloszlás {\displaystyle Z} i-edik peremeloszlása. Alternatívan, úgy is definiálható, mint
{\displaystyle P_{X_{i}}(A)=P(X_{1}\in \Omega _{1},\dotsc ,X_{i-1}\in \Omega _{i-1},X_{i}\in A,X_{i+1}\in \Omega _{i+1},\dotsc ,X_{n}\in \Omega _{n})}.
Kétdimenziós esetben, ha {\displaystyle Z=(X,Y)}, akkor az első peremeloszlás
{\displaystyle P_{X}(A)=P_{Z}(A\times \Omega _{2}){\text{ illetve }}P_{X}(A)=P(X\in A,Y\in \Omega _{2})}.
Peremeloszlás definiálható minden {\displaystyle J\subset I=\{1,\dotsc ,n\}} indexhalmazra. Ha {\displaystyle |J|=m}, akkor ezek m dimenziós peremeloszlások. Ezek definiálhatók, mint
{\displaystyle P_{X_{J}}(A)\;=\;{\begin{cases}P(X_{i}\in A_{i})&{\mbox{ha }}i\in J\\X_{i}\in \Omega _{i}&{\mbox{egyébként }}\end{cases}}}
ahol {\displaystyle A=\prod _{i\in J}A_{i}}.

## Elemi tulajdonságok
- Pontosan {\displaystyle {\tbinom {n}{m}}} számú m dimenziós peremeloszlás létezik.
- Mértékelméleti szempontból a peremeloszlások a többdimenziós mérték vetülete egy vagy több dimenzióra.
- Ha az összes {\displaystyle X_{i}} valószínűségi változó független, akkor a valószínűségi vektorváltozó eloszlása az egydimenziós peremeloszlások szorzata.

## Származtatott fogalmak

### Peremeloszlásfüggvények
Ha a {\displaystyle Z} valószínűségi vektorváltozó eloszlásfüggvénye {\displaystyle F_{Z}\colon \mathbb {R} ^{n}\to [0,1]}, akkor egy peremeloszlásfüggvény a megfelelő peremeloszlás eloszlásfüggvénye. Egydimenziós esetben
{\displaystyle F_{X_{i}}(x_{i})=F_{Z}(\infty ,\dotsc ,\infty ,x_{i},\infty ,\dotsc ,\infty )}.
Az i-edik kivételével mindegyiket végtelennel helyettesítik. Hasonlóan megy más dimenziókban is, a {\displaystyle J}-ben adott dimenziókat megtartják, a többit végtelennel helyettesítik.
Kétdimenziós esetben, ha {\displaystyle Z=(X,Y)}, akkor az első peremeloszlásfüggvény
{\displaystyle F_{X}(x)=F_{Z}(x,\infty )}.

### Peremsűrűség
Az előzőhöz hasonlóan definiálhatók a peremsűrűségek. Ezek azok az {\displaystyle f_{X_{i}}} függvények, melyekre
{\displaystyle F_{X_{i}}(x_{i})=\int _{-\infty }^{x_{i}}f_{X_{i}}(t)\ \mathrm {d} t}
Ha a {\displaystyle Z} valószínűségi vektorváltozó sűrűségfüggvénye {\displaystyle f_{Z}(x_{1},\dotsc ,x_{n})}, akkor a peremsűrűségfüggvények definiálhatók, mint
{\displaystyle f_{X_{i}}(x_{i}):=\int _{-\infty }^{\infty }\dotsi \int _{-\infty }^{\infty }\int _{-\infty }^{\infty }\dotsi \int _{-\infty }^{\infty }f_{Z}(x_{1},\dotsc ,x_{i-1},x_{i},x_{i+1},\dotsc ,x_{n})\ \mathrm {d} x_{1}\dotsm \mathrm {d} x_{i-1}\mathrm {d} x_{i+1}\dotsm \mathrm {d} x_{n}}.
Az m-dimenziós esetben azokon a koordinátákon kell integrálni, amelyek nem tartoznak {\displaystyle J}-be. Ha {\displaystyle Z=(X,Y)}, akkor a peremsűrűségek
{\displaystyle f_{X}(x)=\int _{-\infty }^{\infty }f_{Z}(x,y)\ \mathrm {d} y}
{\displaystyle f_{Y}(y)=\int _{-\infty }^{\infty }f_{Z}(x,y)\ \mathrm {d} x}

### Perem-valószínűségi tömegfüggvény
A sűrűségfüggvényekhez hasonlóan definiálhatók és számíthatók, de itt az integrált összegzés helyettesíti. Ha a {\displaystyle Z} valószínűségi tömegfüggvénye {\displaystyle f_{Z}(x_{1},\dotsc ,x_{n})}, akkor az i-edik perem-valószínűségi tömegfüggvény
{\displaystyle f_{X_{i}}(x_{i})=\sum _{j\neq i \atop x_{j}\in \mathbb {Z} }f_{Z}(x_{1},\dotsc ,x_{n})}.
Hasonlóan definiálható a többdimenziós eset, azokat a koordinátákat kell összegezni, amelyek nem tartoznak {\displaystyle J}-be. Kétdimenziós esetben, ha {\displaystyle Z=(X,Y)}, akkor
{\displaystyle f_{X}(x_{i})=\sum _{k\in K}f_{Z}(x_{i},y_{k})}
{\displaystyle f_{Y}(y_{k})=\sum _{i\in I}f_{Z}(x_{i},y_{k})}.

## Példa
Legyen {\displaystyle Z=(X,Y)} kétdimenziós multinomiális eloszlású, tehát {\displaystyle Z\sim M(n,(p,1-p))}. Ekkor {\displaystyle Z} valószínűségi tömegfüggvénye
{\displaystyle f_{Z}(x,y)\;=\;{\begin{cases}{n \choose x,y}\;p^{x}(1-p)^{y}&{\mbox{ha }}x+y=n\\0&{\mbox{különben}}\end{cases}}},
ahol {\displaystyle {n \choose x,y}} multinomiális együttható. Az {\displaystyle y=n-x} helyettesítéssel
{\displaystyle f_{Z}(x,y)={n \choose x}p^{x}(1-p)^{n-x}}.
A valószínűségi tömegfüggvény {\displaystyle y}-tól függetlenül is ábrázolható. Így {\displaystyle X} peremsűrűsége, amit minden {\displaystyle y}-ra összegezve kaphatunk, újra {\displaystyle Z} valószínűségi tömegfüggvényét adja, csak {\displaystyle y} mint változó nélkül. Tehát az
{\displaystyle f_{X}(x)={n \choose x}p^{x}(1-p)^{n-x}}
perem-valószínűségi tömegfüggvény binomiális eloszlású az {\displaystyle p} és {\displaystyle n} paraméterekkel.
Legyen most {\displaystyle Z=(X_{1},\dotsc ,X_{m})} {\displaystyle m} dimenziós multinomiális eloszlású, tehát {\displaystyle Z\sim M(n,(p_{1},\dotsc ,p_{m}))}, ahol {\displaystyle p_{1}+\dotsb +p_{m}=1}. Ekkor a valószínűségi tömegfüggvény
{\displaystyle f_{Z}(x_{1},\dotsc ,x_{m})\;=\;{\begin{cases}{n \choose x_{1},\dotsc ,x_{m}}\;p_{1}^{x_{1}}\dotsm p_{k}^{x_{m}}&{\mbox{ha }}x_{1},\dotsc ,x_{k}\in \mathbb {N} _{0}{\mbox{ és }}x_{1}+\dotsb +x_{m}=n\\0&{\mbox{különben}}\end{cases}}}.
Az első peremeloszlás számításához az {\displaystyle x_{2},x_{3},\dotsc ,x_{m}} változók szerint kell összegezni. A számítás egyszerűsítéséhez elvégezzük az {\displaystyle p_{2}+\dotsb +p_{m}=1-p_{1}} és {\displaystyle x_{1}=n-(x_{2}+\dotsb +x_{3})} csoportosításokat. A multinomiális tétellel következik, hogy a peremeloszlás binomiális lesz, az {\displaystyle n} és {\displaystyle p_{1}} paraméterekkel.

## Kapcsolódó fogalmak
Ahhoz, hogy jellemezzenek egy többdimenziós eloszlást, nemcsak a peremeloszlást és a korrelációt kell tekintetbe venni, hanem az összefüggést más adatokkal is pontosabban kell jellemezni. A korreláció csak a lineáris függést jellemzi, emiatt használnak kopulákat és rangkorrelációkat, amelyek minden párt külön jellemeznek.
Előzetes tudás birtokában a feltételes eloszlás is meghatározható a peremeloszlások felhasználásával.

## Fordítás
Ez a szócikk részben vagy egészben  a   Randverteilung című német Wikipédia-szócikk fordításán alapul.  Az eredeti cikk szerkesztőit annak laptörténete sorolja fel. Ez a jelzés csupán a megfogalmazás eredetét és a szerzői jogokat jelzi, nem szolgál a cikkben szereplő információk forrásmegjelöléseként.